# Virginia Demaria
Virginia Demaria Averill (Santiago, 31 de octubre de 1980) es una cocinera y presentadora de televisión chilena, conocida principalmente por su participación en el programa Pollo en conserva.

## Biografía
Su padre Demaria, de origen italiano, falleció cuando ella tenía 7 años y su madre es Liliana Averill, es la menor de cinco hermanas, Virginia se crio en Vitacura. Es prima del deportista y orador motivacional Fernando Demaria Lüders. 
Estudió en el Colegio La Maisonnette, posteriormente ingresó a la Pontificia Universidad Católica de Chile, a estudiar Arte, permaneciendo solo dos años.
Estudió Cocina Internacional en el Instituto Culinary de Santiago. Trabajó en los restaurantes de prestigiosos hoteles como Plaza El Bosque, NH y Villarrica Park Lake.

### Matrimonio e hijos
En 31 de octubre de 2006, se casó con Arsenio Molina Lira, en la parroquia San Francisco de Sales.Viajó y vivió, por un año y medio con su marido en Australia, allí trabajó en la Embajada de Chile. Regresaron a Chile en 2009, con dos hijos y se reintegró al program de Tv Pollo en Conserva.Después tendría otros dos hijos: Luisa, Arsenio, Rafael, Fernanda.

## Carrera mediática
En 2005 debuta en televisión a cargo de la sección de cocina del matinal de La Red, Pollo en conserva, donde rápidamente llamó la atención por su amena forma de enseñar sus recetas al público. Se mantuvo en el espacio hasta 2007, cuando fue llamada de Canal 13 para ser integrar el entonces nuevo matinal Juntos, el show de la mañana.
Tras una estadía de más de un año en Australia, regresa a Chile y al espacio de Juan Carlos Valdivia y Claudia Conserva. Ahí se mantuvo hasta el último capítulo y luego continuó en el mismo canal en Mañaneros, conducido por Eduardo Fuentes, Magdalena Montes y Juan José Gurruchaga.
Fue una de las cuatro conductoras de Sabores de familia, transmitido para toda América Latina por Utilísima, y en forma paralela estuvo en Mucho gusto de Mega.
Otro medio en el que Demaria ha incursionado es la radio. Desde 2011 y hasta el fin de la emblemática Radio Horizonte, condujo el programa Cocaví. Luego fue locutora de Oasis FM donde tiene dos programas diarios.
En 2016 Virginia Demaria, fue elegida una de las 100 Mujeres Líderes de Chile.
Es autora de varios libros de cocina, también ha oficiado de locutora de radio y presentadora de televisión. Ha sido rostro de varias marcas comerciales.

## Programas de televisión
- Pollo en conserva (La Red, 2005-2006, 2010-2011).
- Juntos, el show de la mañana (Canal 13, 2007).
- Sabores de familia (Utilísima, 2011).
- Mañaneros (La Red, 2011).
- Mucho gusto (Mega, 2012).
- Manos a la obra (13 C, 2014).
- Falabella TV (UCV Televisión/TV+, Telecanal, 2014-2020).
- Plan V (13 C, 2019).
- Celebración (Mega Plus, 2019).
- Casa de Sorpresas (Mega Plus, 2020).
- Plan V: Aprendiendo a Celebrar (Mega Plus, 2020).
- El crucero (13 C, 2024).

## Libros
- Momentos (2011).
- A mano (2013).
- Tejer es mi Superpoder (2016).
- Recetario (2017).
- Mi Mundo para colorear (2016).
- Día a Día.
- Hecho por ti te hace feliz (2019).
- Los sabores de mi familia (2020).